# Площадь Матери Терезы (Тирана)
Площадь Матери Терезы (алб. Sheshi Nënë Tereza) — вторая по величине площадь в Тиране, столице Албании, а также одна из самых популярных достопримечательностей города. Она названа в честь Матери Терезы, албанско-индийской католической монахини, миссионера и лауреата Нобелевской премии мира 1979 года. 4 сентября 2016 года она была причислена к лику святых. В Албании День матери Терезы (алб. Dita е Nënë Terezës)  является государственным праздником, отмечаемым 19 октября.
Площадь была спроектирована итальянским архитектором Герардо Бозио в духе тоталитарного искусства вместе с центральным бульваром Мучеников Нации, который замыкает с юга, в 1939—1940 годах, во время итальянской оккупации Албании. Первоначально она носила имя Виктора Эммануила III, короля Италии.
Площадь расположена на южной оконечности Бульвара Мучеников Нации. По сторонам площади расположены: здание ректората Тиранского университета, Политехнический университет Тираны, Университет искусств Албании, Национальный археологический музей и Академия албанологических исследований.
В 1980 году на середине площади был размещён фонтан, а после падения коммунистического режима в Албании она была названа в честь матери Терезы и её статуя была помещена на восточной стороне площади. Статуя и фонтан позднее были убраны с неё, после её реставрации в 2014 году, проводимой в рамках подготовки к визиту папы Франциска в Тирану. Ныне Площадь матери Терезы — пешеходная зона, преимущественно используемая для различных мероприятий и концертов, проводимых муниципальными властями Тираны.

360° панорамный вид площади матери Терезы, ночью с кампусом Тиранского университета в центре